# Métacarpien

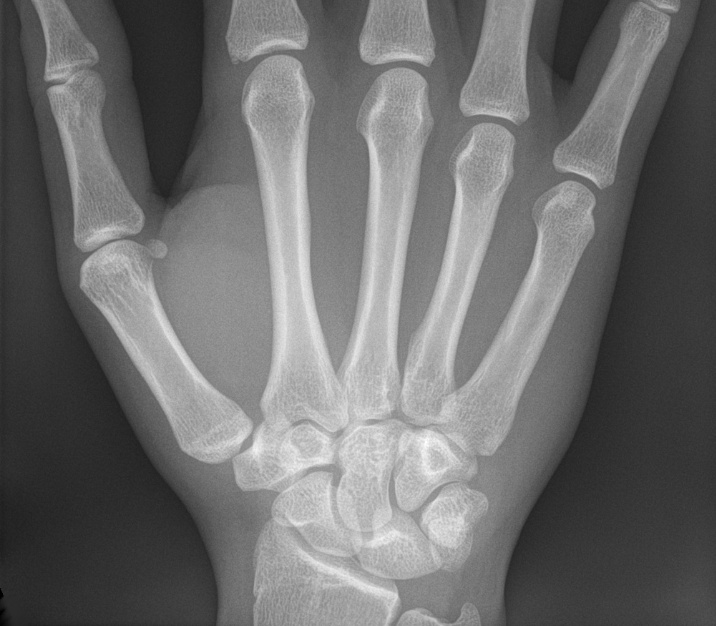
Radio des os du métacarpe (les cinq os longs). Au-dessous: le groupe des os du carpe.

Les métacarpiens (ou os métacarpiens ou os du métacarpe) sont les os formant le métacarpe squelette de la paume de la main. Ils sont articulés dans leur partie supérieure avec les os de la rangée distale du carpe et se prolonge au niveau de sa partie inférieure par les phalanges proximales. Ces os sont unis par les muscles interosseux.

## Description générale
Les métacarpiens sont cinq petits os longs numérotés de 1 à 5, de dehors en dedans en position anatomique : 1 correspond au pouce et 5 à l'auriculaire. Chacun se compose d'une base proximale, d'un corps et d'une tête distale.

### Base proximale
La base proximale ou épiphyse proximale a une forme de pyramide quadrangulaire.
Elle présente :
- une face supérieure articulaire avec les os de la deuxième rangée du carpe pour former les articulations carpo-métacarpiennes ;
- une face antérieure présentant un tubercule ;
- une face postérieure marquée par un sillon vertical séparant deux tubercules ;
- deux facettes latérales en relation avec les métacarpien(s) voisin(s) pour former les articulations intermétacarpiennes.

### Corps
Le corps ou diaphyse est prismatique. incurvé en avant.
Il présente :
- une face postérieure triangulaire de base inférieure ;
- deux faces latérales donnant insertions aux muscles interosseux dorsaux de la main et palmaires.

### Tête distale
La tête distale ou épiphyse distale a une forme sphérique aplatie transversalement.
Elle présente une surface articulaire convexe avec la phalange proximale. Elle est limitée à l'avant en croissant par deux tubercules. En arrière elle est séparée de la diaphyse par un sillon transversal.
La tête présente également deux faces latérales marquées par l'empreinte des insertions des ligaments collatéraux des articulations métacarpo-phalangiennes.

## Premier métacarpien

### Description

Le premier os métacarpien est le plus court et le plus épais des métacarpiens. Il est situé sur un plan plus antérieur et plus oblique.

#### Base
La surface articulaire de la base est en selle et s'articule avec le trapèze. La surface articulaire est délimitée par une crête épaisse en forme de crête s'étendant autour de sa circonférence.
Sur le côté palmaire et latéral de la base se trouve l'insertion du tendon du muscle long abducteur du pouce, généralement doté d'un petit tubercule.
La configuration de l'articulation carpo-métacarpienne du pouce joue un rôle important dans le mécanisme d'opposition.

#### Corps
Son corps est aplati d'avant en arrière.
La surface dorsale est faiblement convexe longitudinalement, tandis que ses faces palmaire et latérales ont tendance à être concaves.
Les faces palmaire et médiale présente une crête émoussée qui sépare une partie latérale plus large pour l'insertion du muscle opposant du pouce et une partie médiale plus petit pour l'origine du chef latéral du premier muscle interosseux dorsal de la main.
Contrairement aux autres métacarpiens, le premier métacarpien n'a pas de facettes articulaires sur les côtés de sa base car il s'articule exclusivement avec le trapèze.

#### Tête
La tête est moins arrondie et moins sphérique que celles des autres métacarpiens, ce qui la rend mieux adaptée à une articulation en forme de charnière.
La surface articulaire distale est quadrilatérale, large et plate, plus épaisse et plus large transversalement et s'étend beaucoup plus du côté palmaire que du côté dorsal.
Sur la face palmaire de la surface articulaire, il y a une paire d'éminences qui s'articulent avec les os sésamoïdes radiaux et ulnaires de l'articulation métacarpo-phalangienne du pouce , la latérale étant plus grande que la médiale.

## Deuxième métacarpien

### Description

Le deuxième métacarpien est le plus long des métacarpiens.

#### Base
Sa base est prolongée vers le haut et vers le milieu une crête proéminente. En arrière et en dedans se présente un processus styloïde.
Sa face supérieure présente trois facettes articulaires de dehors en dedans pour : le trapèze, le trapézoïde et le capitatum.
Médialement, il présente une facette pour le troisième métacarpien.
Au niveau du processus styloïde s'insère le muscle long extenseur radial du carpe.
Sa face palmaire donne insertion au muscle fléchisseur radial du carpe.

#### Corps
La diaphyse donne naissance au premier muscle interosseux palmaire et aux premier et deuxième muscle interosseux dorsaux de la main.

## Troisième métacarpien

### Description

Le troisième métacarpien est plus court que le deuxième métacarpien.

#### Base
Sur la face dorsale de sa base se présente sur son côté radial une éminence pyramidale : le processus styloïde du troisième os métacarpien, qui s'étend vers le haut en arrière du capitatum. Dans la partie supérieure se trouve une surface rugueuse pour l'insertion du muscle court extenseur radial du carpe.
La facette articulaire carpienne est concave en arrière, plate en avant et s'articule avec le capitatum.
Du côté radial se trouve une facette lisse et concave pour l'articulation avec le deuxième métacarpien, et du côté ulnaire deux petites facettes ovales pour le quatrième métacarpien.

#### Corps
La diaphyse donne naissance aux deuxième et troisième muscle interosseux dorsaux de la main.

## Quatrième métacarpien

### Description

Le quatrième métacarpien est plus court que le troisième métacarpien.

#### Base
La base est petite et quadrilatère.
Sa face supérieure présente deux facettes : une grande médiale pour l'articulation avec l'hamatum, et une petite latérale pour le capitatum.
Sur le côté radial se trouvent deux facettes ovales, pour l'articulation avec le troisième métacarpien, et sur le côté ulnaire une seule facette concave, pour le cinquième métacarpien.

#### Corps
La diaphyse donne naissance au deuxième muscle interosseux palmaire et aux troisième et quatrième muscle interosseux dorsaux de la main.

## Cinquième métacarpien

### Description

Le cinquième métacarpien est plus court que le quatrième métacarpien.

#### Base
Sa face supérieure présente une surface articulaire concavo-convexe qui s'articule avec l'hamatum.
Sa face radiale présente une facette articulaire qui s'articule avec le quatrième métacarpien.
Sa face ulnaire présente un tubercule pour l'insertion du muscle extenseur ulnaire du carpe.

#### Corps
La surface dorsale du corps est divisée par une crête oblique, qui s'étend du côté ulnaire de la base jusqu'au côté radial de la tête. Sur la partie latérale s'insère le quatrième muscle interosseux dorsal de la main, la partie médiale est lisse, triangulaire et couverte par les tendons extenseurs du petit doigt.
La surface palmaire est divisée de la même manière : la partie latérale est l'origine du troisième muscle interosseux palmaire, la partie médiale donne insertion au muscle opposant de petit doigt.

## Embryologie

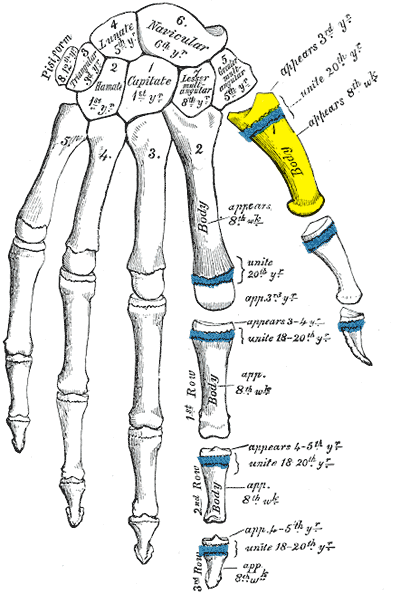
Ossification des os de la main. Premier métacarpien représenté en jaune.

Les métacarpiens ont deux points d'ossification : un primaire dans la diaphyse pour la base et le corps et un secondaire dans la tête.
Pour le premier métacarpien, le point d'ossification secondaire est dans la base.

## Aspect clinique

### Fractures
Les fractures des os métacarpiens représentent 30 à 40 % de toutes les fractures de la main, dont 25 % surviennent dans le premier métacarpien (deuxième après les fractures du cinquième métacarpien) et 80% des fractures du premier métacarpien surviennent à sa base.
Les fractures courantes du premier métacarpien sont la fracture de Bennett et la fracture de Rolando.
La fracture des quatrième et cinquième métacarpien est fréquente après un coup de poing : fracture du boxeur.

### Quatrième métacarpien court
Un quatrième os métacarpien raccourci peut être un signe clinique du syndrome de Kallmann, une maladie génétique qui entraîne l'échec du début ou le non-achèvement de la puberté ou du syndrome de Turner, un trouble impliquant les chromosomes sexuels.

## Galerie

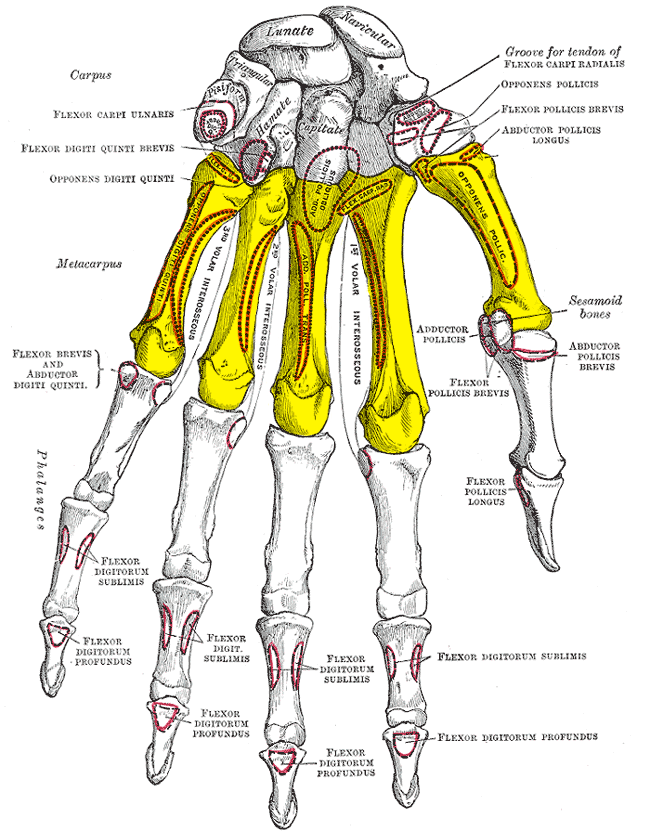
Vue palmaire des os de la main et des insertions musculaires (les métacarpiens en jaune).
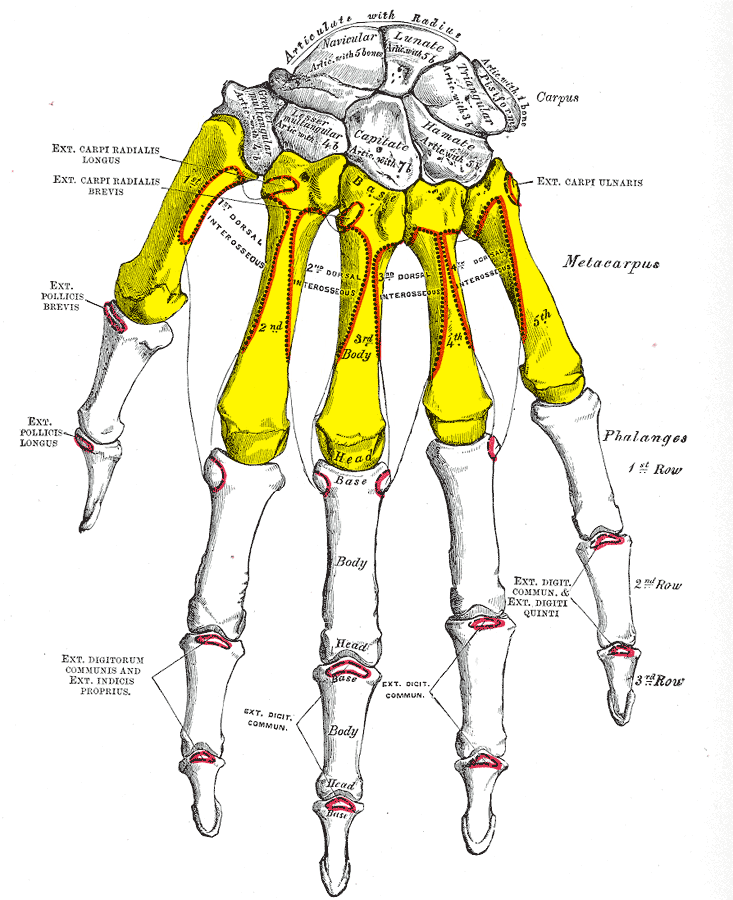
Vue dorsale des os de la main et des insertions musculaires (les métacarpiens en jaune).
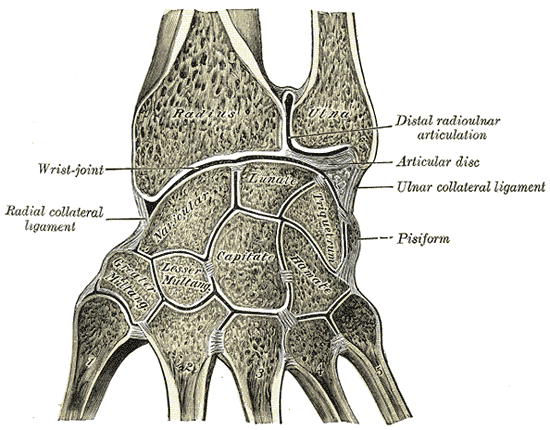
Les os du métacarpe sont reliés au poignet par le carpe
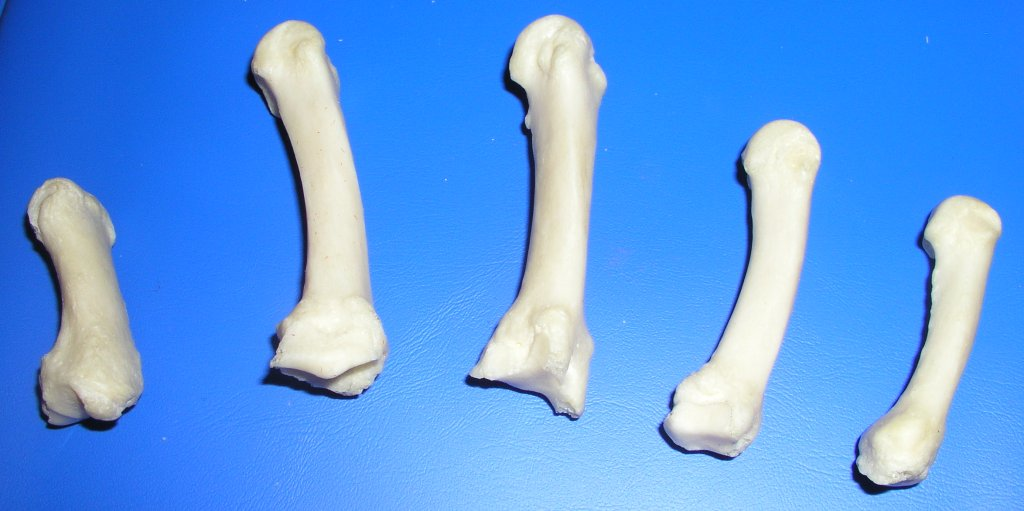
Os métacarpiens, vue médiale
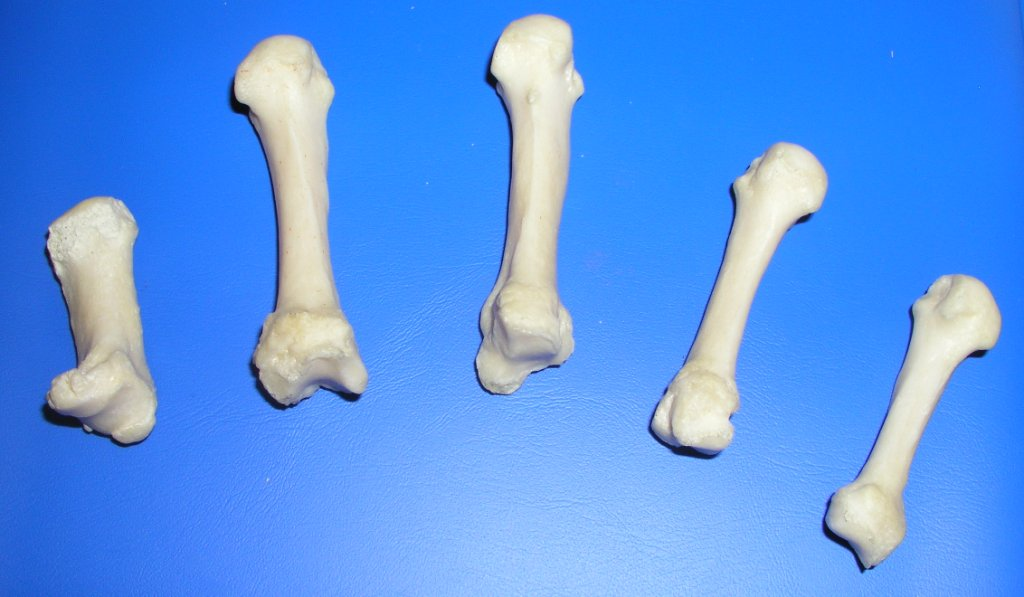
Os métacarpiens, vue antérieure
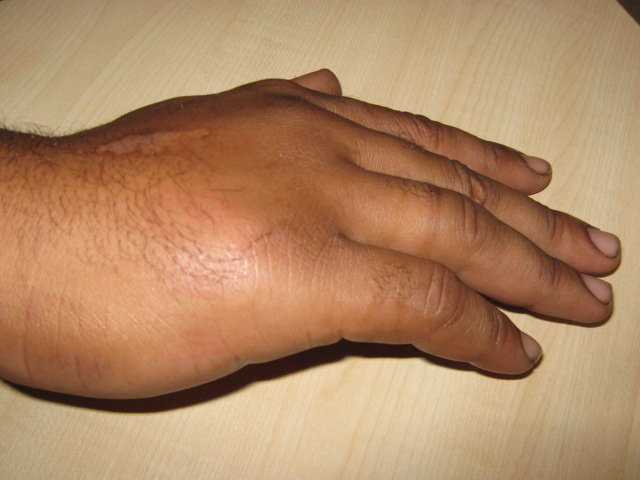
Fracture du 5e métacarpe, également dénommée « fracture du boxeur »
Os humain de la main